# Mogens Gyldenstierne
Mogens Gyldenstierne (født 1485, død 8. oktober 1569 i København) var en dansk rigsråd. Han var søn af Henrik Knudsen Gyldenstierne og Karen Bille. I 1520 deltog han i det danske krigstogt i Sverige, hvor han blev hårdt såret i slaget ved Uppsala samme år. Gyldenstierne blev slået til ridder ved Christian II's kroning i Stockholm. Derefter var Gyldenstierne på pilgrimsfærd til det hellige land.
I 1527 blev Mogens Gyldenstierne admiral for den danske flåde ud for Norge, og det lykkedes at indtage Akershus slot i Oslo. Den 9. november 1531 ankom den landflygtige Christian II med en hær til Oslo. Gyldenstierne afviste dog at overgive slottet. Herefter blev han af Frederik I ophøjet til kredsen af betroede adelsmænd.
48 år gammel giftede Gyldenstierne sig med Anne Sparre, datter af rigsråd Mourids Jepsen Sparre til Svaneholm i Skåne. Han blev samtidig lensherre på Malmøhus. Ved list lykkedes det i 1534 malmöborgerne med borgmester Jørgen Kock i spidsen, at lægge beslag på slottet og Gyldenstierne blev taget til fange. Det blev optakten til grevens fejde, en blodig borgerkrig som varede til 1536. Efter krigen blev Gyldenstierne som rigsråd en betydende mand, ikke mindst i Skåne. I 1543 var han blevet admiral for en stor dansk flåde på 40 skibe, der sejlede i Nordsøen i kamp mod hollænderne. Gyldenstiernes dagbog fra togtet er bevaret, skrevet med runer. I 1555 blev Gyldenstierne indsat som statholder i København. I begyndelsen af den nordiske syvårskrig, i 1563, blev den nye kong Frederik II mere og mere misfornøjet med sin aldrende statholder, som blev afløst i 1566.
På trods af at Gyldenstierne først giftede sig som 48-årig, fik han 22 børn med Anne Sparre. I 1550'erne fik han et nyt slot opført, Stjerneholm, tæt på svigerfarens Svaneholm slot i Skåne. I dag er der kun ruiner tilbage efter slottet.
Mogens Gyldenstierne og Anne Sparre har efterladt et stort skriftligt materiale af ofte personlig karakter. Det blev udgivet i sin helhed i årene 1929 til 1941.